# トッド・グラタン
トッド・グラタン（Todd Grattan、1986年9月7日 - ）は、オーストラリアン・ベースボールリーグのシドニー・ブルーソックスに所属するプロ野球選手（投手）。オーストラリアニューサウスウェールズ州キャンベルタウン出身。

## 経歴
2007年、四国・九州アイランドリーグの香川オリーブガイナーズに入団。13試合に登板し、2勝2敗、防御率1.42の成績を残すも、2008年7月4日付で、「学業に専念したい」ことを理由に退団した。
2010年から、オーストラリアン・ベースボールリーグのシドニー・ブルーソックスでプレーしている。

## 詳細情報

### 年度別投手成績
| 年度      | チーム    | 試合 | 勝数 | 敗数 | セーブ | 完投 | 完封勝 | 投球回 | 奪三振 | 与四球 | 与死球 | 暴投 | 自責点 | 防御率 |
| --------- | --------- | ---- | ---- | ---- | ------ | ---- | ------ | ------ | ------ | ------ | ------ | ---- | ------ | ------ |
| 2007      | 香川      | 13   | 2    | 2    | 1      | 0    | 0      | 25 1/3 | 18     | 17     | 0      | 0    | 4      | 1.42   |
| 通算：1年 | 通算：1年 | 13   | 2    | 2    | 1      | 0    | 0      | 25 1/3 | 18     | 17     | 0      | 0    | 4      | 1.42   |

- 2008年は公式戦登板なし。

### 背番号
- 32 （2007年 - 2008年）